# Three First National Plaza
Three First National Plaza es un rascacielos de oficinas de 57 plantas situado en Chicago, Estados Unidos. Completado en 1981, es uno de los rascacielos más altos del Chicago con 767 pies (234 m). El edificio, con una superficie de 1 439 369 pies cuadrados (133 722 m²), fue diseñado por Skidmore, Owings & Merrill en una forma de diente de sierra para minimizar obstrucciones que podría causar a edificios cercanos. El diseño también da lugar a trece esquinas de oficinas en las plantas inferiores y nueve en las zonas superiores. La fachada exterior está revestida en granito Cornalina  e incluye ventanas de 10 pies (3 m) de anchura, que sugieren la tradicional Escuela de Arquitectura de Chicago.
El atrio de nueva plantas de Three First National Plaza contiene "Gran Forma Erguida Interna-Externa" (Large Upright Internal-External Form) una escultura de Henry Moore. El edificio incluye acceso mediante paso peatonal, y estuvo conectado a Chase Tower por un pasadizo elevado en el piso segundo.